# Racisme en Tunisie

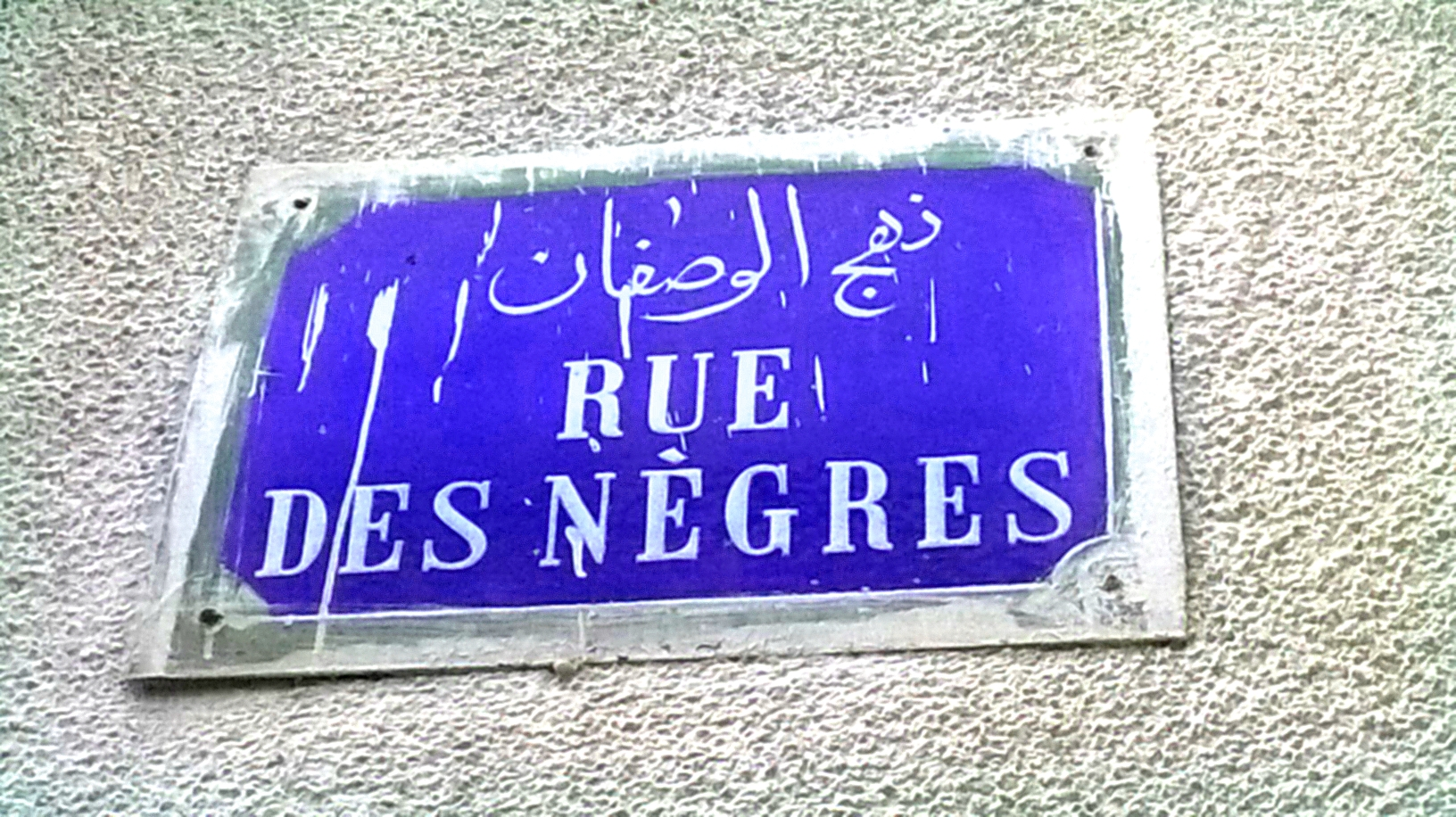
Plaque dans la médina de Tunis désignant la rue des Nègres.

Le racisme en Tunisie prend différentes formes et peut être appréhendé à l'échelle individuelle ou collective. Dans le passé, l'esclavage a été pratiqué sur le territoire et aboli officiellement en 1846. Cependant, les Noirs restent une population qui subit le racisme. Les Noirs tunisiens, de culture arabo-musulmane au même titre que le reste de population, représenteraient environ 10 à 15 % de la population, et sont en partie des descendants d'esclaves.

## Racisme anti-Noirs
Le racisme cible les Noirs, environ 10 à 15 % de la population, qui sont des descendants d'esclaves ou d'immigrés, ou eux-mêmes des immigrés,.
Les Subsahariens résidents ont sollicité la protection des autorités et dénoncé les agressions répétées, les violences physiques et verbales qui sont leur lot quotidien. La population est toutefois majoritairement indifférente malgré la loi pénalisant les discriminations.

### Cimetière ségrégé
Le migrant noir a souvent été perçu en Tunisie comme un immigré manquant d'éducation, ne parlant pas l'arabe et étant de confession chrétienne. À Djerba, le cimetière, près d'une mosquée, est ségrégé,. 

### Termes se référant à l'esclavage
À Djerba et Médenine, nombreux sont les Noirs à porter le nom Atig, qui signifie descendant d'esclave, sur leur carte d'identité,,. Il est aussi courant pour les Noirs de s'entendre qualifier de chouchane, abid ou oussif, ce qui signifie « esclave »,.
Saadia Mosbah mentionne l'héritage esclavagiste en Tunisie lors d'un différend en 1986 à Djerba. Une femme lui demande alors : 

« Tu es la négresse de qui ? »

## Lutte anti-raciste
80 % des Tunisiens penseraient que la discrimination est un problème dans leur pays.
Maha Abdelhamid, chercheuse associée au Centre arabe de recherches et d'études politiques, est une pionnière dans la lutte contre le racisme en Tunisie. Elle commence à militer sur les réseaux sociaux avant de fonder en 2012 avec Houda Mzioudet et d'autres militantes antiracistes l'association ADAM pour l'égalité et le développement, la première association pour la défense des Noirs en Tunisie. Saadia Mosbah, hôtesse de l'air puis cheffe de cabine à Tunisair, subit le racisme dans son milieu professionnel,, puis prend la tête de l'association Mnemty après deux tentatives infructueuses de lancer une association avant la révolution de 2011 et s'engage activement contre ce phénomène, qu'elle définit comme « quelque chose de silencieux, de rampant », et contre le déni du problème par les autorités tunisiennes.

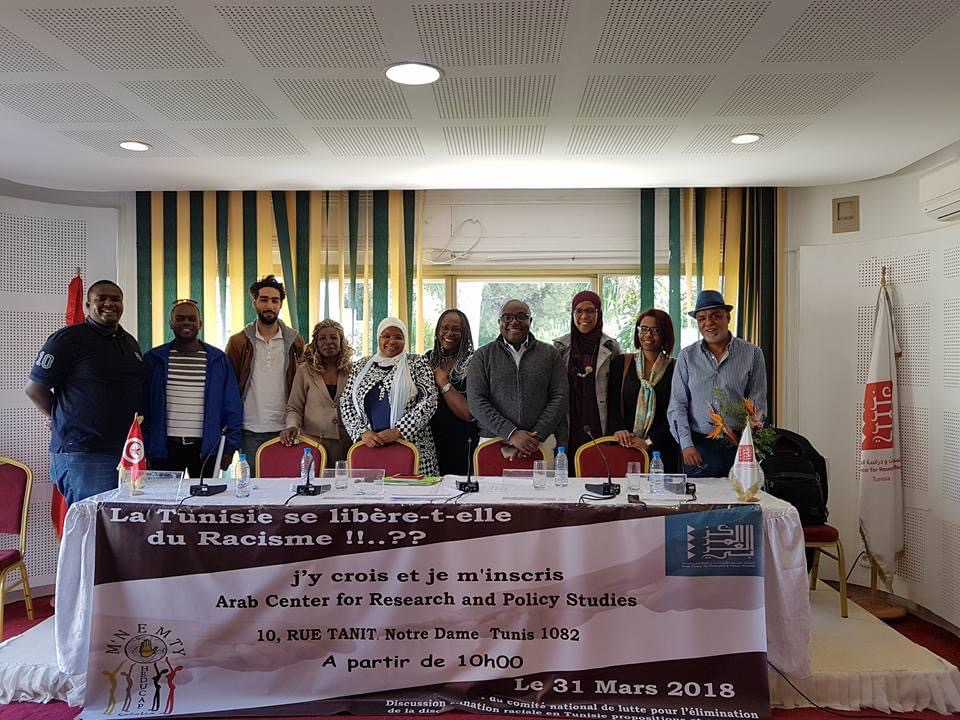
Séminaire de l'association Mnemty en 2018.

En 2015, Mosbah cherche à susciter un débat national sur ce sujet et obtenir la reconnaissance de l'esclavage comme crime contre l'humanité, tout en regrettant que la Constitution de 2014 soit imprécise sur les droits des minorités et la définition de la discrimination et que les Noirs tunisiens soient peu représentés au gouvernement et à l'Assemblée des représentants du peuple. Elle contribue par son action à la large adoption (125 voix sur 131) de la loi antiraciste le 9 octobre 2018. Elle se félicite également, quelques mois plus tard, que la Tunisie proclame le 23 janvier comme la journée nationale de l'abolition de l'esclavage.
Toutefois, en 2020, si Mosbah signale que le silence a été rompu et que deux affaires judiciaires ont abouti à des jugements, elle pointe la lenteur des procédures et s'inquiète du manque d'intérêt politique pour ce sujet : « Nous n'avons pas constaté de volonté politique lors des dernières élections [présidentielle et législatives de 2019], personne n'a parlé du racisme. On retournerait même à la case départ en disant que c'est un faux problème [...] Il y a comme un retour au déni ». Pour sa part, déçue par l'exclusion et l'invisibilité des femmes noires en Tunisie et même dans l'espace féministe, Abdelhamid s'indigne et déclare : « Les femmes noires tunisiennes vivent toujours dans une société à la fois patriarcale et raciste ». Elle lance le 23 janvier de la même année, avec d'autres militantes, le premier mouvement de femmes noires tunisiennes : Anbar, voix des femmes tunisiennes noires, dont le but est d'encourager les femmes noires tunisiennes à s'affirmer et se débarrasser de l'invisibilité que leur impose la société. Le choix de la date n'est pas anodin puisque le 23 janvier est une date symbolique correspondant à la date d'abolition de l'esclavage en Tunisie en 1846.

## Épisodes et faits de racisme
Le 7 décembre 2016, une jeune Ivoirienne échappe in extremis à une tentative d'égorgement à Tunis. Le même mois, deux étudiantes congolaises sont poignardées en plein centre-ville.
En 2017, un douanier tunisien noir, en vacances dans l'est du pays, est agressé par un serveur qui refuse de le servir à cause de la couleur de sa peau,.
Le 23 décembre 2018, Falikou Coulibaly, âgé de 33 ans et père de deux enfants, est poignardé à mort à Tunis, deux mois après l'adoption de la loi pénalisant le racisme dans le pays par des peines pouvant aller jusqu'à trois ans de prison.

Anthony Gianni, un subsaharien, constate en 2019 que sa couleur de peau pose problème moins d'un mois après son arrivée en Tunisie : 

« J'ai arrêté de compter les insultes, les moqueries et les gestes de discrimination dus à ma peau. Mais ce n'est rien, comparé à mes amis qui se sont fait gifler dans le métro sans que personne réagisse, ou comparé à ceux qui se sont fait égorger un 25 décembre ou qui ont pris des coups et blessures… Rassurez-vous, on va quitter votre beau pays. »

En novembre 2021, un groupe d'experts de l'ONU condamne la montée du racisme en accusant la Tunisie de perpétrer des expulsions collectives de migrants subsahariens, soumis à un « racisme brutal ».

## Crises de 2023
Les violences et brutalités faites sur les étrangers prennent un virage significatif après les propos tenus par le président Kaïs Saïed le 21 février 2023.

### Février-mars

#### Déroulement
Lors d'une réunion du Conseil de sécurité nationale, le 21 février 2023, le président Kaïs Saïed décrit l'immigration clandestine comme une « entreprise criminelle ourdie à l'orée de ce siècle pour changer la composition démographique de la Tunisie », afin de la transformer en un pays « africain seulement » et estomper son caractère « arabo-musulman ». Il accuse par ailleurs des « hordes de migrants illégaux de perpétrer des actes violents, criminels et contraires à la loi ».
Selon Le Monde et Le Point, le président tunisien reprendrait à son compte la théorie du grand remplacement,, ses déclarations s'inscrivant dans la ligne du Parti nationaliste tunisien, qui diffuse des accusations de conspiration assimilée au sionisme et à la colonisation de la Palestine, et dans un contexte plus large de fausses informations et de stéréotypes anti-noirs diffusés sur les réseaux sociaux et dans les médias.
Si Saïed se ravise le lendemain et affirme, avec l'appui du ministre des Affaires étrangères Nabil Ammar, que les migrants en situation régulière ne seront pas dérangés, ses propos sont condamnés par l'Union africaine par la voix du président de la Commission, Moussa Faki. Il s'ensuit par ailleurs une vague de violences, d'agressions et d'expulsions à l'encontre des populations d'Afrique subsaharienne. On rapporte notamment que des jeunes attaquent des biens ou des personnes, comme à La Soukra et Sfax, et que les violences visent aussi bien des migrants que des Noirs tunisiens ; des arrestations arbitraires sont également signalées. Des centaines de personnes se retrouvent alors sans abri et sans emploi.
Le 4 mars, le ministère des Affaires étrangères propose l'exonération des pénalités de séjour pour les migrants souhaitant rentrer volontairement dans leur pays. Le lendemain, les autorités rejettent les accusations de racisme et annoncent, dans une démarche d'apaisement, des mesures pour faciliter les procédures de séjour des étudiants subsahariens et assouplir celles pour les départs volontaires de migrants irréguliers vers leur pays.

#### Rapatriements
Face au discours du président tunisien et aux agressions racistes qui s'ensuivent, des centaines d'immigrés subsahariens sont rapatriés vers leurs pays d'origine, laissant plusieurs centaines d'autres dans une relative psychose dû à un climat d'insécurité grandissante.
En Guinée, les autorités gouvernementales affrètent plusieurs vols spéciaux au départ de Tunisie pour rapatrier les populations guinéennes victimes d'actes de racisme. Le président Mamadi Doumbouya est lui-même présent à l'aéroport de Conakry pour accueillir les rapatriés partis. Des vidéos circulant sur des réseaux sociaux montrent quelques Tunisiens qui sont à la tour expulsés de la Guinée et escortés par du personnel et des équipements des forces gouvernementales.
Le 4 mars 2023, près de 300 Ivoiriens et Maliens sont rapatriés, dont environ la moitié sont des étudiants,. Les Ivoiriens, environ 7 000 en Tunisie, soit la plus grande communauté d'Africains subsahariens dans le pays, sont environ 1 000 candidats au retour à la suite des vagues de violences. Les 145 premiers arrivés se composent de 45 femmes et cinq enfants, le reste étant des hommes. Ces rapatriés volontaires sont accueillis par plusieurs ministres et le Premier ministre ivoirien Patrick Achi.

#### Réactions de la société civile
À Paris, un groupe de Tunisiens et de ressortissants d'Afrique subsaharienne manifeste contre le racisme anti-noir en Tunisie.
À Tunis, des manifestants expriment aussi leur désapprobation,,. Saadia Mosbah dénonce pour sa part la dérive du président Kaïs Saïed, qui adopte le discours des secteurs racistes et populistes de la société tunisienne, incarnées par les milices du Parti nationaliste tunisien.

### Juillet

#### Contexte
La ville portuaire de Sfax subit une pression démographique car elle est un lieu de transit pour l'exil vers l'Europe de nombreux migrants. Les tensions avec les migrants n'y sont pas nouvelles. Ainsi, fin mai 2023, un migrant béninois de 30 ans est poignardé par sept Tunisiens armés de couteaux et sabres à El Haffara, dans un climat, selon la presse, de discours officiels de haine,,,,. 23 associations dénoncent alors cet assassinat,.

#### Événement et conséquences
Nizar Ben Brahim Amri, un Tunisien habitant Sfax, trouve la mort au début du mois de juillet 2023, poignardé lors d'affrontements avec des migrants subsahariens venant du Cameroun,. Trois migrants présumés coupables sont mis en garde à vue et une enquête est ouverte par les autorités de Sfax.
Cette mort est précédée d'une dizaine de jours d'affrontements.
Des migrants sont expulsés de leurs logements, chassés collectivement durant la nuit de la ville, pris à partie par des habitants criant « dégage » et exigeant leur départ immédiat, conduits vers la frontière libyenne ou déposés par la police dans des zones désertiques. Certains migrants fuient la ville vers la capitale Tunis, empruntant toutes sortes de moyens de transport, pour trouver un abri dans les ambassades de leur pays d'origine.

### Filmographie
- Tête levée, film de Hosni Maati, Je t'ai à l'œil Production, Dakar, 2023.